# Jöns Elo Rydbeck
Jöns Elo Rydbeck, född 18 mars 1827 i Viken, norr om Helsingborg, död 8 februari 1901 i Helsingborg, var en svensk målare, tecknare och gravör.
Han var son till arrendatorn Elo Rydbeck och från 1851 gift med Alma Sofia Lovisa Törnqvist. Rydbeck som växte upp i faderns hem sändes omkring 1813 till sjöss som skeppsgosse där han under de följande åren fick en grundlig sjömansutbildning. Hans önskemål om att få bli konstnär mötte föga förståelse i hemmet och han valde då att utbilda sig till garvare. Han blev garvargesäll vid Logarvarämbetet i Kristianstad 1845 och arbetade därefter som garvare på flera orter i Sverige bland annat i Härnösand 1851 som blev hans sista plats som garvare. På sin fritid bedrev han självstudier inom måleriet och tränade teckning, modellering och extra mycket på gravyr som kom väl till pass när han 1852 flyttade till Stockholm i avsikt att studera konst. Han anställdes som gravör vid en större juveleraraffär och därmed var ett nödtorftigt uppehälle säkrat medan han studerade vid Konstakademien. Under sin tid i Stockholm hade han framgång, han tilldelades en jetong för sina studier och en medalj för arbeten som visades på en utställning i London 1862. Efter olyckliga familjeförhållanden flyttade han 1867 till Helsingborg och kom med tiden att betraktas som ett original av Helsingborgs befolkning. Han var vid sidan av sitt målande och graverande verksam med anläggning av smärre trädgårdar och som amatör frenolog. Hans konst består av porträtt, marinmotiv, stadsvyer och landskap utförda i olja samt teckningar och gravyrer. Rydbeck finns representerad vid Helsingborgs museum och Norrköpings konstmuseum.